# 日野RK8J
日野RK8J（HINO RK8J）是日本日野自動車生產的一款大型巴士底盤，於2007年亮相。

## 規格

### 五期引擎（2013年至2022年）
- 引擎：HINO J08E-VN
- 馬力：255hp
- 變速箱：MJ05S五速手排
- 車長：
  - MVA-KJF：10,460mm
  - RVA-KJF：11,395mm
  - RVK-KJF：11,595mm
- 車寬：2,440mm
- 車高：
  - MVA-KJF、RVA-KJF ：1,855mm
  - RVK-KJF：1,850mm
- 排氣量：7,684c.c.

### 四期引擎（2007年～2013年）
- 引擎：HINO J08E-TE
- 馬力：233hp
- 變速箱：
  - MJ05S五速手排：MSK、RSK、MSA、RSA
  - ZF Ecomat 5HP500五速自排：MTK、MTA
- 車長：
  - MSA、MTA：10,460mm
  - RSA：11,480mm
  - MSK、MTK：10,660mm
  - RSK：11,680mm
- 車寬：2,440mm
- 車高：1,850mm
- 排氣量：7,684c.c.

## 型號簡介

### 五期引擎（2013年至2022年）
- 直樑規格：
  - MVA-KJF/RVA-KJF
- 降大樑規格：
  - RVK-KJF

### 四期引擎（2007年～2013年）
- 直樑規格：
  - MSA／RSA／MTA
- 降大樑規格：
  - MSK／RSK／MTK

## 出口

### 臺灣
- 底盤由國瑞汽車打造，車體部分由其他車體廠所打造。
- 目前在臺灣此車款數量很多，為臺灣大臺北都會地區大型公車主力車種，使用業者不計其數。但因大臺北地區的公車開始採用低底盤車輛之後，日野RK8J底盤陸續被中南部引進。大臺北地區購買的多數為普遊車或復康巴士。
- 目前在交通部公路人員訓練所也使用這款車當教練車，供學員練習考照為2015年出廠的五期免尿素車種，使用的是台松車體廠所打造之車體。

### 香港
- 車體：香港亞洲車身工程
- 目前香港只有一台2009年RK8JRVU（PD7009），業者為ABC旅運，為遊覽車，現已退役。

## 外部連結
- 臺灣日野官方網站 （页面存档备份，存于）